# 日本会計研究学会
日本会計研究学会 （にほんかいけいけんきゅうがっかい、Japan Accounting Association）は、会計学の研究およびその普及のため、会計学の研究にたずさわる者の連絡および懇親をはかることを目的として1937年に設立された学会組織である。学会事務局は有限会社森山書店にある。

## 学会賞
会計学の向上発展に資するため、会員の優秀なる著書論文を審査選定して、賞金を授与し、その業績を汎く顕彰することを目的として、3種の学会賞を置いている。
- （1） 学会賞：学会大会及び部会で発表された会計学に関する論文に対し授与。
- （2） 太田・黒澤賞：会計学に関する著書に対し授与。
- （3） 学術奨励賞：学会大会及び部会で院生会員によって発表された会計学に関する論文に対し授与。